# Cookie Dingler
Cookie Dingler est un groupe de musique de variété et reggae français, originaire de Strasbourg, qui tire son nom du pseudonyme de son leader Christian Dingler, chanteur et compositeur.

## Biographie

### Origines et débuts
Christian Dingler est né à Strasbourg le 10 octobre 1947. Parmi différents établissements scolaires, il passe par le pensionnat jésuite Notre-Dame de Mont Roland de Dole, dans le Jura. Il y a pour condisciples les futurs chanteurs Hubert-Félix Thiéfaine et Laroche Valmont. Ce dernier témoigne qu'alors tout le monde l'appelait déjà Cookie. Il a également vécu à Obenheim, un petit village du Bas-Rhin. Christian Dingler est le père de l'acteur et metteur en scène Tom Dingler, qui interprète le fils de l'ancienne gloire Guy Jamet dans Guy, sorti en 2018.
Cookie Dingler est le nom que prend le groupe formé par Christian Dingler, Paul Boulak (chant, guitare), Frédéric Koella (guitare), Joël Montemagni (basse), Alexandre Tehoval (percussions), Jean-Michel Biger (batterie). Le groupe est essentiellement connu pour avoir été à l'origine de l'un des plus gros tubes de 1984 et 1985, Femme libérée, qui atteindra la 2e place des charts français. L'auteur des paroles est Joëlle Kopf, qui a écrit aussi pour Zazie (Adam et Yves) et Patricia Kaas. La chanson Femme libérée figure dans le tout premier Top 50 du 4 novembre 1984 (classée n°2) de même que T'as le look, coco (n°7) de Laroche Valmont, que Christian Dingler n'avait pas revu depuis 1966. Elle reste classée 18 semaines.

### Après le succès deFemme libérée
En 1987, Christian Dingler se joint à la troupe alsacienne de théâtre La Choucrouterie. En février 1998, pour le Concert des Enfoirés, Femme libérée ouvre le show au Zénith de Paris interprétée par Mireille Mathieu, Julien Clerc et Alain Souchon.
Depuis 2007, Dingler remonte seul sur les planches sous le nom de Cookie Dingler. Il participe à la tournée RFM Party 80, un spectacle musical qui rassemble des chanteurs des années 1980 ayant connu des succès au Top 50.

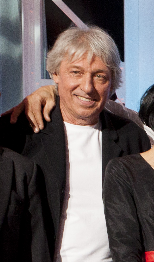
Christian Dingler en 2012 lors de l'enregistrement de la de l'émission de télévision Chabada.

En 2012, la tournée, appelée Best of RFM Party 80, passe par le palais omnisports de Paris-Bercy le 22 mars. Le film Stars 80, produit par Thomas Langmann et sorti le 21 octobre 2012, raconte de manière humoristique l’aventure de cette tournée à succès ; il y joue son propre rôle. Le 12 décembre de la même année, il apparaît dans le sketch Le Retour des stars des années 80 lors du cinquième passage d'Antonia dans l'émission On n'demande qu'à en rire où ils chantent Femme libérée. Le 19 avril 2017, lors de la campagne pour l'élection présidentielle française, Dingler chante une variante de Femme libérée vantant l'Europe unifiée.
En août 2021, le  groupe joue à la Fête de la rhubarbe de Cantin, dans le Nord.

## Membres
- Paul Boulak — chant, guitare
- Frédéric Koella — guitare
- Joël Montemagni — basse
- Alexandre Tehoval — percussions
- Jean-Michel Biger — batterie

## Discographie

### Albums studio
- 1984 : Femme libérée
- 1985 : Sexy rock
- 1985 : Faut pas rêver
- 1985 : Chiquita
- 1985 : Eva Zoe Macha et les autres…
- 1985 : Ne change rien
- 1986 : Cou tout noué
- 1986 : Où vais-je où cours-je
- 2011 : Les Minettes et les mémés (partition)

### Singles et EP
- 1984 : Stock en toc (single)
- 1993 : Au milieu des squales (single)
- 1993 : Body Building (single)
- 1993 : Liberated Lady (version en anglais de Femme libérée ; single)
- 1985 : Unheimlich Stark, die Frau (version en allemand de Femme libérée ; EP)